# 中国国际航空112号班机
中国国际航空112号班机是2003年3月15日由香港飞往北京的定期航班，载有一名感染了严重急性呼吸道综合症（SARS）的72岁男子。此人后来成为病源乘客，又感染了20名乘客和2名飞机机组人员，从而导致SARS在北至内蒙古，南至泰国的传播。该事件表明了一个人如何通过航空旅行传播疾病，这是2003年SARS在全球蔓延的一系列超级事件之一。世界卫生组织（WHO）、航空业和公众都因此有所回应。

## 事发经过
2003年3月，一名72岁李姓男子在香港探望其在威爾斯親王醫院住院的亲友时感染SARS，3月13日在香港开始发烧并被列为疑似SARS病例，香港方面也开始对其进行跟踪。3月15日，李某准备乘CA112离港，香港方面试图阻止其登机，但由于拼音有误，李某仍然得以顺利登机。当天的CA112号班机由中国国际航空内蒙古分公司值乘，机组成员包括飞行员3名、空中保卫员1名、乘务员4名。
3月15日晚上9点，李某在北京大学医学院第一附属医院急诊科就诊，当时的诊断为“右下肺炎，陈旧性结核”，次日上午被转院至北京中医药大学附属东直门医院，下午状况突然恶化，东直门医院随即通知东城区疾控中心和北京市疾控中心。3月17日，东直门医院成立特控疾病临时领导小组，负责对李某的治疗。李某于3月18日被转往ICU病房，在将近72小时的抢救过后于3月20日病逝，当时东直门医院已有16名医护人员被感染。此后，东直门医院于4月再次出现SARS病例，共34名医护人员被感染，东直门医院也于4月28日被实施隔离措施。
值乘3月15日CA112号班机的其中两名乘务员于3月20日发病，返回呼和浩特后因发热住院，4月8日确诊为SARS病例。
机上112名乘客中有16人受到感染。该事件异乎寻常之处在于与病源乘客保持一定距离（最高相距七排）的乘客都受到了影响，而飞行时间只有三个小时。在此事件之前，人们认为在飞行时间超过八小时且仅在相邻的两个座位排中只有很大的感染风险。当时载有SARS确诊患者的其他航班也并未出现如此大程度的传播。
一些专家对事件的解释提出了质疑，并强调一些乘客可能在登机以前已经被感染。机舱空气的作用也受到质疑，涉及112号航班的事件导致一些专家呼吁对商业飞行中的机载传输模式进行进一步研究。